# Episodi di The Killing (serie televisiva 2011) (prima stagione)
La prima stagione della serie televisiva The Killing, composta da tredici episodi, è stata trasmessa sul canale statunitense AMC dal 3 aprile al 19 giugno 2011.
In Italia la stagione è andata in onda su Fox Crime dal 3 novembre 2011 al 26 gennaio 2012.
| nº | Titolo originale              | Titolo italiano       | Prima TV USA   | Prima TV Italia  |
| -- | ----------------------------- | --------------------- | -------------- | ---------------- |
| 1  | Pilot                         | Il primo giorno       | 3 aprile 2011  | 3 novembre 2011  |
| 2  | The Cage                      | La gabbia             | 3 aprile 2011  | 10 novembre 2011 |
| 3  | El Diablo                     | El Diablo             | 10 aprile 2011 | 17 novembre 2011 |
| 4  | A Soundless Echo              | Uno contro uno        | 17 aprile 2011 | 24 novembre 2011 |
| 5  | Super 8                       | Il cerchio si stringe | 24 aprile 2011 | 1º dicembre 2011 |
| 6  | What You Have Left            | Il giorno dell'addio  | 1º maggio 2011 | 8 dicembre 2011  |
| 7  | Vengeance                     | Il secondo uomo       | 8 maggio 2011  | 15 dicembre 2011 |
| 8  | Stonewalled                   | Un gioco sporco       | 15 maggio 2011 | 22 dicembre 2011 |
| 9  | Undertow                      | Vendetta              | 22 maggio 2011 | 29 dicembre 2011 |
| 10 | I'll Let You When I Get There | Una nuova pista       | 29 maggio 2011 | 5 gennaio 2012   |
| 11 | Missing                       | Fantasmi del passato  | 5 giugno 2011  | 12 gennaio 2012  |
| 12 | Beau Soleil                   | L'ombra di Orpheus    | 12 giugno 2011 | 19 gennaio 2012  |
| 13 | Orpheus Descending            | Tredicesimo giorno    | 19 giugno 2011 | 26 gennaio 2012  |

## Il primo giorno
- Titolo originale: Pilot
- Diretto da: Patty Jenkins
- Scritto da: Veena Sud (sceneggiatura)

### Trama
A Seattle, la detective Sarah Linden sta per trasferirsi a Sonoma, in California, per iniziare una nuova vita con il figlio Jack e il fidanzato Rick Felder. Proprio durante il suo ultimo giorno nella città a nord-ovest degli Stati Uniti, un piovoso lunedì, è chiamata ad indagare sulla scomparsa della diciassettenne Rosie Larsen, insieme al nuovo collega Stephen Holder, ex detective della narcotici appena arrivato a Seattle proprio per sostituirla. Secondo i genitori, Mitch e Stan Larsen, la ragazza aveva trascorso il weekend con l'amica Sterling, ma quest'ultima in realtà non la vede da venerdì e indica alla polizia che probabilmente Rosie si trova in compagnia del suo ex ragazzo Jasper. Il padre Stan, che insieme alla moglie aveva passato il fine settimana in campeggio, si reca quindi presso l'abitazione del ragazzo, in cerca della propria figlia. Tuttavia, scopre che Jasper non è in compagnia di Rosie, ma di un'altra ragazza, così si reca nel posto in cui la polizia sta conducendo le ricerche: un campo vicino ad un lago, dove erano stati ritrovati alcuni oggetti che sembravano appartenere alla ragazza. Dal lago i sommozzatori fanno emergere un'auto appartenente allo staff del consigliere comunale Darren Richmond, che nel frattempo è impegnato a curare i dettagli della sua campagna elettorale per l'elezione a sindaco con il suo capo-staff Jamie e la sua consigliera e amante Gwen. Nel bagagliaio dell'auto verrà ritrovato il corpo senza vita di Rosie Larsen.
- Guest star: Callum Keith Rennie (Rick Felder), Tom Butler (Lesley Adams), Katie Findlay (Rosie Larsen), Liam James (Jack), Kacey Rohl (Sterling Fitch), Garry Chalk (Michael Oakes), Brandon Jay McLaren (Bennet Ahmed).
- Ascolti USA: telespettatori 2.720.000 – share 3%[2]
- Peculiarità: Patty Jenkins per la regia del pilota ha vinto un Directors Guild of America Award come miglior regista in una serie drammatica.[3]

## La gabbia
- Titolo originale: The Cage
- Diretto da: Ed Bianchi
- Scritto da: Veena Sud

### Trama
Visto il triste epilogo delle ricerche di Rosie Larsen, il capitano Oakes chiede alla detective Linden di rimanere a Seattle ancora per un giorno. Dopo aver sentito i genitori, che non hanno dato indizi su chi può avere ucciso Rosie, Sarah Linden e Stephen Holder interrogano Sterling, che conferma di non aver più visto Rosie dopo la festa scolastica del venerdì sera, e Jasper, che al momento sembra essere l'unica pista emersa; anche se presto il facoltoso padre del ragazzo impedirà alla polizia di fare domande al figlio senza la presenza di un avvocato. Intanto si scopre che il sabato mattina era stato denunciato il furto della macchina dentro cui è stato trovato il corpo, ma ciò non basta per tranquillizzare il consigliere Richmond, che nel frattempo è colto da sospetti sulla fedeltà delle persone a lui più vicine, Jamie e Gwen, visto che i giornalisti sono riusciti ad avere accesso a informazioni strettamente riservate. Mentre i signori Larsen trovano il modo di dire agli altri due figli più piccoli, Denny e Tom, che la loro sorella è morta, l'autopsia conferma che Rosie è morta per annegamento, e che quindi era ancora viva quando l'auto è finita nel lago. Nel finale, la detective Linden decide di rimandare ulteriormente il suo trasferimento, mentre il detective Holder, dopo aver familiarizzato con alcuni studenti della scuola di Rosie, scopre un luogo segreto in cui si svolgono feste più spinte, chiamato "la gabbia", dove troverà molte tracce di sangue.
- Guest star: Callum Keith Rennie (Rick Felder), Lee Garlington (Ruth Yitanes), Kacey Rohl (Sterling Fitch), Brandon Jay McLaren (Bennet Ahmed), Garry Chalk (Michael Oakes), Liam James (Jack), Katie Findlay (Rosie Larsen).
- Ascolti USA: telespettatori 2.720.000 – share 3%[2]

## El Diablo
- Titolo originale: El Diablo
- Diretto da: Gwyneth Horder-Payton
- Scritto da: Dawn Prestwich e Nicole Yorkin

### Trama
Esaminando "la gabbia", un edificio scolastico in cui gli studenti organizzavano feste a base di alcol, droghe e sesso, la polizia scopre che il tutto veniva spiato da una stanza adiacente dal custode Lyndon Johnson Rosales, con precedenti di molestie su minori. Quando i detective Linden e Holder si recano presso il suo appartamento, tenta la fuga buttandosi dal terzo piano del palazzo in cui abita e rimane gravemente ferito. Rosales, che ha un alibi per la morte di Rosie, conferma di aver visto Rosie alla festa del venerdì sera presso "la gabbia", in compagnia di Kris Echols, migliore amico Jasper. Kris tuttavia si rifiuta di rispondere alle domande dei detective. Nel frattempo, la notizia della morte di Rosie è già finita sulle prime pagine dei giornali, così Linden sarà costretta a confermare ai signori Larsen le modalità in cui la loro figlia è morta, accentuando il loro dolore. Anche tale notizia, secondo il consigliere Darren, è stata data alla stampa da una talpa all'interno del suo staff per danneggiarlo. Un investigatore privato di fiducia conferma i suoi sospetti indicandogli in Jamie la fonte che ha anticipato via mail ai giornalisti i suoi rapporti con la Yitanes. Mentre la Yitanes quando scopre il coinvolgimento di Darren nell'omicidio di Rosie Larsen minaccia di ritarare il suo appoggio, Jamie tenta di negare le accuse, ma sarà costretto ugualmente ad allontanarsi dallo staff. Nel finale, il professor Bennet Ahmed della scuola frequentata da Rosie, dopo aver requisito un cellulare ad un ragazzo, scopre un video che girava tra gli studenti in cui si vedono Jasper e Kris violentare Rosie.
- Guest star: Callum Keith Rennie (Rick Felder), Lee Garlington (Ruth Yitanes), Kacey Rohl (Sterling Fitch), Brandon Jay McLaren (Bennet Ahmed), Tom Butler (Lesley Adams), Garry Chalk (Michael Oakes), Liam James (Jack), Katie Findlay (Rosie Larsen).
- Ascolti USA: telespettatori 2.556.000 – share 3%[4]

## Uno contro uno
- Titolo originale: A Soundless Echo
- Diretto da: Jennifer Getzinger
- Scritto da: Soo Hugh

### Trama
Mentre i signori Larsen sono impegnati ad organizzare il funerale di Rosie, i detective Linden e Holder continuano le indagini. Dopo la scoperta del video, Jasper e Kris vengono interrogati separatamente, ma entrambi negano di aver aggredito Rosie, che avrebbe lasciato presto la loro compagnia. Questa versione è confermata più tardi da Sterling, che nel video sembra subire un'aggressione sessuale, ma affermerà di essere stata consenziente. La ragazza confermerà anche che il sangue ritrovato nella gabbia è tutto suo, perso a seguito di un'epistassi. Poiché non ci sono quindi prove concrete a carico dei ragazzi, i due detective sono costretti a cercare anche altre piste. Sarah Linden, dopo aver ricevuto una visita del fidanzato Rick, trova delle lettere segrete da parte del professor Bennet Ahmed dirette a Rosie, mentre Stephen Holder scopre che lui e la ragazza si frequentavano di nascosto. Nel frattempo il consigliere Richmond prova a recuperare il terreno perso nei confronti dello sfidante alle prossime elezioni. Nel finale si scopre che il licenziamento di Jamie è stata una messa in scena in modo che quest'ultimo possa avvicinarsi al sindaco Lesley Adams e scoprire l'identità della vera talpa.
- Guest star: Callum Keith Rennie (Rick Felder), Alan Dale (Senatore Eaton), Kacey Rohl (Sterling Fitch), Brandon Jay McLaren (Bennet Ahmed), Tom Butler (Lesley Adams), Garry Chalk (Michael Oakes), Liam James (Jack), Katie Findlay (Rosie Larsen), Patrick Gilmore (Tom Drexler), Don Thompson (Janek Kovarsky), Peter Kelamis (Michael).
- Ascolti USA: telespettatori 2.507.000[5]

## Il cerchio si stringe
- Titolo originale: Super 8
- Diretto da: Phil Abraham
- Scritto da: Jeremy Doner

### Trama
Il professor Ahmed ammette di essersi scambiato delle lettere con Rosie, ma nega che avesse una relazione con lei. Dopo aver parlato con la preside Meyers, Linden e Holder scoprono che la moglie del professore era una sua studentessa. Interrogata quest'ultima, hanno la conferma che Ahmed non ha un alibi per il venerdì sera, quando lei si trovava fuori città, e anzi Ahmed aveva disdetto l'appuntamento con una ditta edile per la pavimentazione della sua casa previsto per quella stessa sera, il contrario di quanto lui aveva dichiarato. Inoltre, in seguito, delle analisi di laboratorio mettono in evidenza come il corpo di Rosie sia stato pulito utilizzando lo stesso prodotto chimico usato nelle pavimentazioni presente nell'abitazione di Ahmed. Nel frattempo, il consigliere Richmond, grazie all'aiuto di Jamie, scopre che Ruth Yitanes aveva infiltrato nel suo staff una talpa per tenerlo d'occhio e creare qualche situazione scomoda, in modo da aumentare il bisogno del suo supporto in vista delle elezioni.
- Guest star: Callum Keith Rennie (Rick Felder), Lee Garlington (Ruth Yitanes), Brandon Jay McLaren (Bennet Ahmed), Katie Findlay (Rosie Larsen), Tom Butler (Lesley Adams), Ashley Johnson (Amber Ahmed), Brian Markinson (Conoscente di Stephen Holder), Colin Lawrence (Benjamin Abani).
- Ascolti USA: telespettatori 2.254.000 – share 2%[6]

## Il giorno dell'addio
- Titolo originale: What You Have Left
- Diretto da: Agnieszka Holland
- Scritto da: Nic Pizzolatto

### Trama
Ahmed è il principale sospettato, ma le prove finora raccolte dai detective Linden e Holder sono solo circostanziali, e non sufficienti né per un arresto, né per un mandato di perquisizione. Nel corso del sesto giorno dall'inizio delle indagini, mentre viene celebrato il funerale di Rosie, vengono trovati anche dei testimoni che affermano di aver visto la vittima presso l'abitazione di Ahmed il venerdì sera in cui è scomparsa. Inoltre, un vicino di casa afferma che nella tarda serata di quel venerdì, ha visto in Ahmed in compagnia di una donna trascinare un corpo. Parallelamente a queste scoperte, Holder viene a sapere che il padre della ragazza, Stan, era affiliato alla criminalità organizzata polacca; pertanto Linden decide di informare il professore di ciò, intuendo che il padre potrebbe tentare di farsi giustizia da solo. Ma sembra essere già troppo tardi: Stan, quando viene a sapere che Ahmed potrebbe essere il colpevole, con la scusa di offrirgli un passaggio, lo fa salire nella sua auto e inizia a guidare presso una località non precisata.
La notizia secondo cui Ahmed è il principale indiziato, arriva anche al consigliere Richmond, che inizia a preoccuparsi in quanto il professore è a capo di un progetto da lui supportato. Nonostante i suoi consiglieri Jamie e Gwen tentino di convincerlo a prendere le distanze dal sospettato, Richmond decide di non abbandonarlo, sostenendo la tesi che sia innocente fino a prova contraria. Il suo sfidante alle prossime elezioni, il sindaco Adams, cercherà ovviamente di avvantaggiarsi sfruttando la situazione.
- Guest star: Alan Dale (Senatore Eaton), Brandon Jay McLaren (Bennet Ahmed), Ashley Johnson (Amber Ahmed), Tom Butler (Lesley Adams), Gary Chalk (Michael Oakes), Katie Findlay (Rosie Larsen), Colin Lawrence (Benjamin Abani), Brian Markinson (Conoscente di Stephen Holder), Liam James (Jack).
- Ascolti USA: telespettatori 1.808.000 – share 2%[7]

## Il secondo uomo
- Titolo originale: Vengeance
- Diretto da: Ed Bianchi
- Scritto da: Linda Burstyn

### Trama
Stan decide di lasciare andare Ahmed senza mettere in atto la vendetta a cui stava pensando. L'uomo, infatti, teme di ritornare ad essere la stessa persona che era prima della nascita dei suoi figli, uno scagnozzo della mafia, riprendendo abitudini che aveva deciso di lasciarsi definitivamente alle spalle. Per seguire la vicissitudine di Ahmed, Linden perde per l'ennesima volta l'aereo per Sonoma. Il giorno seguente, scopre che il capitano Oakes non concede un mandato di perquisizione per l'abitazione del professore somalo, in quanto i testimoni che avrebbero visto Rosie presso la sua abitazione la sera della sua scomparsa non si sono rivelati attendibili. Tuttavia Linden scopre dalla moglie di Ahmed il nome di un'altra persona che potrebbe aver accolto Rosie nella casa di Bennet quella sera: Mohammed, anche lui musulmano. Quando lei e Holder si recano nel retro di una moschea dove pensano di trovarlo, vengono sorpresi da un'irruzione di una squadra di agenti dell'FBI.
Intanto, il sindaco Adams fa convocare una seduta speciale del consiglio comunale per bloccare i finanziamenti del programma in cui Ahmed è coinvolto, supportato da Richmond, che ancora si rifiuta di prendere le distanze da lui chiedendo le sue dimissioni. Il consiglio comunale, nonostante la strenua difesa di Richmond, delibera favorevolmente in ordine alla proposta di Adams.
- Guest star: Brandon Jay McLaren (Bennet Ahmed), Ashley Johnson (Amber Ahmed), Tom Butler (Lesley Adams), Gary Chalk (Michael Oakes), Liam James (Jack).
- Ascolti USA: telespettatori 1.822.000 – share 2%[8]

## Un gioco sporco
- Titolo originale: Stonewalled
- Diretto da: Dan Attias
- Scritto da: Aaron Zelman

### Trama
L'FBI stava già indagando su Mohammed per terrorismo. Gli agenti federali non escludono che Rosie poteva essere coinvolta, così escludono la polizia locale dalle indagini. Holder, che non gode della fiducia della collega, nel frattempo viene sempre più emarginato, ma trova il modo di rendersi utile piazzando una cimice nel telefono del professor Ahmed, che sta coprendo Mohammed. Dopo che Linden scopre cosa si nasconde nel passato di Holder, ovvero una dipendenza da droghe dalla quale è uscito solo sei mesi prima, si riavvicina al collega. Nel finale la cimice nel telefono di Ahmed intercetta una chiamata tra il professore e Mohammed che indica la pianificazione di una possibile fuga.
Richmond, intanto, per recuperare i punti persi per le ultime informazioni sull'omicidio Larsen divulgate dalla stampa, decide di giocare sporco, portando alla luce notizie compromettenti sul passato del sindaco uscente Adams.
- Guest star: Brandon Jay McLaren (Bennet Ahmed), Ashley Johnson (Amber Ahmed), Gary Chalk (Michael Oakes), Brian Markinson (Conoscente di Stephen Holder), Liam James (Jack), Patrick Gilmore (Tom Drexler).
- Ascolti USA: telespettatori 1.977.000 – share 2%[9]

## Vendetta
- Titolo originale: Undertow
- Diretto da: Agnieszka Holland
- Scritto da: Dan Nowak

### Trama
- Ascolti USA: telespettatori 1.686.000 – share 2%[10]

## Una nuova pista
- Titolo originale: I'll Let You Know When I Get There
- Diretto da: Ed Bianchi
- Scritto da: Nicole Yorkin e Dawn Prestwich

### Trama
- Ascolti USA: telespettatori 1.971.000 – share 2%[11]

## Fantasmi del passato
- Titolo originale: Missing
- Diretto da: Nicole Kassell
- Scritto da: Veena Sud

### Trama
Linden giunge al Casinò Indiano, possibile meta di Rosie prima della scomparsa. La titolare si dimostra tuttavia scarsamente collaborativa di fronte alle richieste della detective, rilevando come le riprese delle videocamere di sorveglianza dei locali vengano cancellate dopo 24 ore, e opponendo la diversità di giurisdizione. Linden, appreso dal Procuratore dei tempi protratti necessari per ottenere un mandato per le stesse, decide di richiedere una autorizzazione per acquisire i filmati delle videocamere dei bancomat in uso presso il casinò, procedura che si presenta assai più rapida ed agevole della precedente.
Nel frattempo viene telefonicamente informata dell'assenza del figlio da scuola  protrattasi da diversi giorni. Contatta quindi la madre di un amico di Jack, dalla quale riceve l'invito ad evitare ulteriori incontri fra i ragazzini, date le pessime abitudini e frequentazioni del figlio. Jack continua ad essere irreperibile, e vani si dimostrano i tentativi di trovarlo nella zona, nei sobborghi di Seattle, dove si ritrova abitualmente con gli amici. Parimenti, anche un avviso di ricerca diramato dalla polizia in base alle caratteristiche fisiche di Jack, si rivela senza esito. Questo conduce tuttavia la detective sul luogo in cui viene trovato il corpo di un ragazzo dell'età apparente di Jack, identificato tuttavia come altra persona. Infine, nel rientrare al Motel sua dimora provvisoria, Linden ritrova Jack ad attenderla. Il figlio la rende partecipe del fatto di essersi assentato per incontrare il padre. Nel frattempo, la Polizia acquisisce i filmati delle videocamere dei bancomat del Casinò indiani. Questi immortalano la ragazza alle 12.37 del mattino, orario che convalida il racconto di Belko Royce.
- Ascolti USA: telespettatori 1.983.000 – share 2%[12]

## L'ombra di Orpheus
- Titolo originale: Beau Soleil
- Diretto da: Keith Gordon
- Scritto da: Jeremy Doner e Soo Hugh

### Trama
- Ascolti USA: telespettatori 1.828.000[13]

## Tredicesimo giorno
- Titolo originale: Orpheus Descending
- Diretto da: Brad Anderson
- Scritto da: Veena Sud e Nic Pizzolatto

### Trama
- Ascolti USA: telespettatori 2.317.000[14]